# Seppi Hurschler
Josef «Seppi» Hurschler  (* 23. Juni 1983 in Stans) ist ein ehemaliger Schweizer Nordischer Kombinierer.

## Werdegang
Hurschler, dessen Vater Walter Hurschler selbst als Kombinierer erfolgreich war und bei den Olympischen Winterspielen 1984 startete, gab sein internationales Debüt im Grand-Prix im Jahr 2000. Ab 2001 startete er im B-Weltcup der Nordischen Kombination. Bei der Junioren-Weltmeisterschaft 2002 in Schonach erreichte Hurschler im Gundersen den 8. Platz und mit dem Team im Massenstart den 10. Platz. Bei den Olympischen Winterspielen 2002 in Salt Lake City gehörte er zum Schweizer Kader und erreichte im Sprint den 31. Platz. Nach den Spielen startete er am 1. März 2002 erstmals im Weltcup der Nordischen Kombination, konnte dabei jedoch in den ersten Wettbewerben keine Weltcup-Punkte erreichen. Bei der Junioren-Weltmeisterschaft 2003 im schwedischen Sollefteå verpasste er mit dem Team sowie im Sprint mit jeweils dem vierten Platz die Medaillenränge nur knapp. Im Gundersenwettbewerb wurde er Achter. Kurz darauf startete er bei der Nordischen Skiweltmeisterschaft 2003 im Val di Fiemme, wo er im Sprint den 35. Platz erreichte. Nach der Weltmeisterschaft startete er weiter fest im B-Weltcup und wurde nur unregelmässig im Weltcup eingesetzt, wo er aber weiter ohne Erfolg blieb. Bei den Olympischen Winterspielen 2006 in Turin startete er in den Einzelwettbewerben und erreichte im Sprint den 24. und im Gundersen den 22. Platz. Im ersten Weltcup nach den Spielen in Lahti konnte er erstmals Weltcup-Punkte gewinnen. Im Dezember 2007 startete er noch einmal im B-Weltcup, bevor er fest in den Weltcup-Kader aufgenommen wurde. Bei den Weltmeisterschaften 2007 im japanischen Sapporo wurde er Fünfter mit der Mannschaft, 17. im Gundersenwettbewerb und 28. im Sprint. In der Saison 2007/08 konnte er sich im Sprintweltcup auf Platz 28 der Gesamtwertung platzieren. Auch im Gesamtweltcup konnte er seine Leistungen weiter steigern. Bei den Weltmeisterschaften 2009 im tschechischen Liberec erreichte er aber nur die Plätze 20 und 22 in den Gundersenwettbewerben von der Gross- und der Normalschanze und Rang 29 im Massenstart. Die Saison 2009/10 beendete er als seine bislang erfolgreichste auf dem 27. Platz der Weltcup-Gesamtwertung. Im Januar 2010 gelang ihm mit Rang vier in Seefeld in Tirol sein bestes Karriereresultat. Bei den Olympischen Winterspielen 2010 in Vancouver kam Hurschler nicht über einen 29. Platz im Einzel von der Normalschanze und einen 31. Platz im Einzel von der Grossschanze hinaus. Im Teamwettbewerb erreichte er gemeinsam mit Tim Hug, Tommy Schmid und Ronny Heer den 9. Platz. Beim letzten Weltcup der Saison erreichte Hurschler in Lahti noch einmal einen Platz unter den besten zehn und wurde Siebenter. In der Weltcup-Gesamtwertung erreichte er den 21. Platz.
Zu Beginn der folgenden Saison 2010/11 überzeugte Hurschler mit einem fünften Rang in Lillehammer. Bei den Nordischen Skiweltmeisterschaften 2011 in Oslo belegte er in den Einzelwettbewerben die Plätze 26 und 32. Mit der Mannschaft wurde er Achter. In der Folge blieben Top-Platzierungen im Weltcup für Hurschler aus. Im Januar 2012 startete er in Klingenthal erstmals wieder im Continental Cup. Dabei erreichte er neben einem Sieg einen weiteren vierten Rang. Bei den Nordischen Skiweltmeisterschaften 2013 im Val di Fiemme kam Hurschler im Einzel von der Grossschanze auf Rang 48 ins Ziel. Im Teamsprint wurde er mit Tim Hug Zwölfter. Nach den Weltmeisterschaften beendete er seine aktive Karriere.
Seppi Hurschler ist der Bruder des Nordischen Kombinierers Andreas Hurschler.

## Erfolge

### Teilnahmen an Olympischen Winterspielen
| Jahr und Ort   | Wettbewerb   | Wettbewerb   | Wettbewerb | Wettbewerb |
| Jahr und Ort   | Gundersen NS | Gundersen GS | Sprint     | Team       |
| -------------- | ------------ | ------------ | ---------- | ---------- |
| 2002 Park City | –            | –            | 31.        | –          |
| 2006 Turin     | 22.          | –            | 24.        | –          |
| 2010 Vancouver | 29.          | 31.          | –          | 09.        |

### Weltcup-Statistik
| Platzierung             | Einzel a | Sprint | Massenstart | Team   | Team    | Gesamt |
| Platzierung             | Einzel a | Sprint | Massenstart | Sprint | Staffel | Gesamt |
| ----------------------- | -------- | ------ | ----------- | ------ | ------- | ------ |
| 1. Platz                |          |        |             |        |         |        |
| 2. Platz                |          |        |             |        |         |        |
| 3. Platz                |          |        |             |        |         |        |
| Top 10                  | 6        | 3      |             |        | 4       | 13     |
| Punkteränge             | 41       | 8      | 5           | 2      | 6       | 62     |
| Starts                  | 73       | 19     | 6           | 2      | 7       | 107    |
| Stand: 24. Februar 2015 |          |        |             |        |         |        |

### B-Weltcup-Siege im Einzel
| Nr. | Datum           | Ort         | Disziplin              |
| --- | --------------- | ----------- | ---------------------- |
| 1.  | 15. Januar 2006 | Chaux-Neuve | Sprint Normalschanze   |
| 2.  | 26. Januar 2006 | Karpacz     | Sprint Normalschanze   |
| 3.  | 28. Januar 2012 | Klingenthal | Gundersen Grossschanze |